# Драголюк Андрій Вікторович
Андрій Вікторович Драголюк, (нар. 26 червня 1982, Володимир-Волинський) — український футболіст, що грав на позиції нападника і півзахисника. Відомий насамперед за виступами у командах вищої української ліги «Карпати» та «Оболонь», а також у складі юнацької збірної України різних вікових груп (зокрема, віком до 20 років та  віком до 16 років) і молодіжної збірної України.

## Кар'єра футболіста
Андрій Драголюк народився у Володимирі-Волинському. Професійну майстерність футболіста розпочав удосконалювати у львівському УФК. Дебютував у професійному футболі Драголюк у сезоні 1998—1999 років у першоліговому клубі «Львів». На початку сезону 2001—2002 років, після розформування «Львова» та створення на його основі другої команди «Карпат», Андрій Драголюк стає гравцем львівського клубу вищої ліги «Карпати». Проте у команді вищого дивізіону він не зумів стати основним гравцем, зігравши лише 9 матчів, більше часу проводячи в іграх за другу команду клубу в першій лізі та «Карпати-3» в другій лізі. У другій половині 2002 року Драголюк став гравцем іншого вищолігового клубу — київської «Оболоні», проте у другій половині сезону на нетривалий час повернувся до «Карпат», де, проте, грав лише в третій команді у другій лізі. На початку сезону 2003—2004 футболіст повернувся до «Оболоні», де став гравцем основного складу. Проте з початку сезону 2004—2005 Драголюк втратив місце в основі команди, й у другій половині сезону грав за команду другої ліги «Дніпро» з Черкас. На початку сезону 2005—2006 футболіст повернувся до «Оболоні», яка на той час вибула до першої ліги, та грав у команді до кінця 2006 року.
На початку 2007 року Андрій Драголюк став гравцем клубу першої ліги «Геліос» з Харкова, у якому грав до липня цього ж року, після чого став гравцем тернопільської «Ниви», яка грала на той час у другій лізі, після чого протягом року грав у аматорському клубі «Енергетик» із Комсомольського. Другу половину сезону 2008—2009 футболіст провів у іншому друголіговому клубі — харківському Арсеналі. Наступний сезон Драголюк розпочав у чернівецькій «Буковині», яка того сезону виграла груповий турнір у другій лізі, проте гравцю не вдалось отримати медалі у зв'язку із тим, що він не дограв сезон у команді, провівши другу половину сезону в складі кіровоградської «Зірки». Наступною командою футболіста став білоцерківський «Арсенал», який Драголюк покинув після півроку виступів. На початку 2011 року футболіст знову грав у комсомольському «Енергетику», після чого перейшов до клубу другої ліги «Шахтар» із Свердловська. Проте він зіграв у клубі лише 1 матч, і перейшов до іншої друголігової команди — «Миру» з Горностаївки. У другому сезоні виступів за команду з Херсонщини футболіст став кращим бомбардиром команди в сезоні, та одним із кращих бомбардирів другої ліги в сезоні. Проте надалі Драголюк не зумів утримати свій статус лідера команди частково з побутових причин, а частково через свій значний, як для футболіста, вік. Надалі «Мир» через економічні причини втратив місце у професійній лізі, і Андрій Драголюк виступав за горноставську команду на аматорському рівні, ставши її кращим бомбардиром в аматорському чемпіонаті України. Надалі футболіст повернувся на Волинь, де виступає за команду «Надія» з Хорова Локачинського району. Андрій Драголюк також грає за збірну ветеранів Володимира-Волинського, у тому числі грав у матчі з ветеранською збірною України. Також Андрій Драголюк брав участь у зимовій першості Володимира-Волинського з футзалу.

## Виступи за збірні
З 1998 року Андрій Драголюк залучався до юнацької збірної України. У складі збірної до 16 років Драголюк грав у відбірковому турнірі до юнацького чемпіонату Європи. У складі юнацької збірної України віком до 18 років футболіст грав у відбірковому турнірі до юнацького чемпіонату Європи, а пізніше й у фінальному турнірі чемпіонату Європи. 21 серпня 2002 року Андрій Драголюк зіграв також свій єдиний матч за молодіжну збірну України, вийшовши на заміну в матчі зі молодіжною збірною Білорусі, після чого до складу збірних не залучався. Усього Андрій Драголюк зіграв 1 матч за молодіжну збірну та 19 матчів за юнацькі збірні різних вікових груп.